# Razpadna konstanta
Razpádna konstánta (označba {\displaystyle \lambda \,}) je v jedrski fiziki količina, ki podaja verjetnost za radioaktivni razpad atomskih jeder v časovni enoti. Mednarodni sistem enot predpisuje za razpadni čas izpeljano enoto s-1. Recipročna vrednost razpadne konstante je razpadni čas.